# Ommatius hecale
Ommatius hecale là một loài ruồi trong họ Asilidae. Ommatius hecale được Walker miêu tả năm 1859. Loài này phân bố ở miền Ấn Độ - Mã Lai.